# Bellamonter Rottum
Die Bellamonter Rottum ist ein Fluss im Landkreis Biberach. Sie fließt nach einem etwa 13 km langen Lauf ungefähr in nordnordöstlicher Richtung in Ochsenhausen mit der etwa von Süden kommenden, rechten Steinhauser Rottum zur Rottum zusammen, die dann nord- bis nordwestwärts zum Donau-Zufluss Westernach zieht.
Alternativ wird die Bellamonter Rottum auch Obere Rottum genannt, entsprechend dazu die Steinhauser Rottum auch Untere Rottum. Andere schlagen den merklich längeren Oberlauf Bellamonter Rottum, der nur eine Spur weniger Einzugsgebiet als die Steinhauser Rottum hat, auch zur Rottum selbst. 

## Geographie

### Verlauf
Der Ursprung der Bellamonter Rottum befindet sich rund 800 Meter südwestlich von Füramoos, einem Teilort der Gemeinde Eberhardzell, im Füramooser Ried. Sie fließt danach ihrer Hauptrichtung folgend durch den Ort Füramoos und anschließend in einem halbkreisförmigen Bogen um Bellamont und die ehemalige Burg Bellamont herum. Sie strebt nun der Ortschaft Rottum zu und durchquert diese, bevor sie auf naturnahem Lauf nach Ochsenhausen weiterzieht. Dort vereinigt sie sich dann nach 13,0 km mit der Steinhauser Rottum zur Rottum.

### Zuflüsse
Hierarchische Liste der Zuflüsse, jeweils von der Quelle zur Mündung. Auswahl.
- Entfließt dem Füramooser Ried südlich von Eberhardzell-Füramoos
- Altbellamonter Bach, von rechts und Osten nach Füramoos, 2,5 km
  - Holzweiherbach, von links und Süden nach Steinhausen an der Rottum-Taubenhaus, 1,2 km
    - Entfließt dem Holzweiher, 5,6 ha

  - Lussgraben, von rechts und Norden nach Steinhausen-Josestefeshof, 0,7 km
- Ehrensberger Bach, von rechts und Süden in Steinhausen-Rottum, 2,5 km

## Literatur

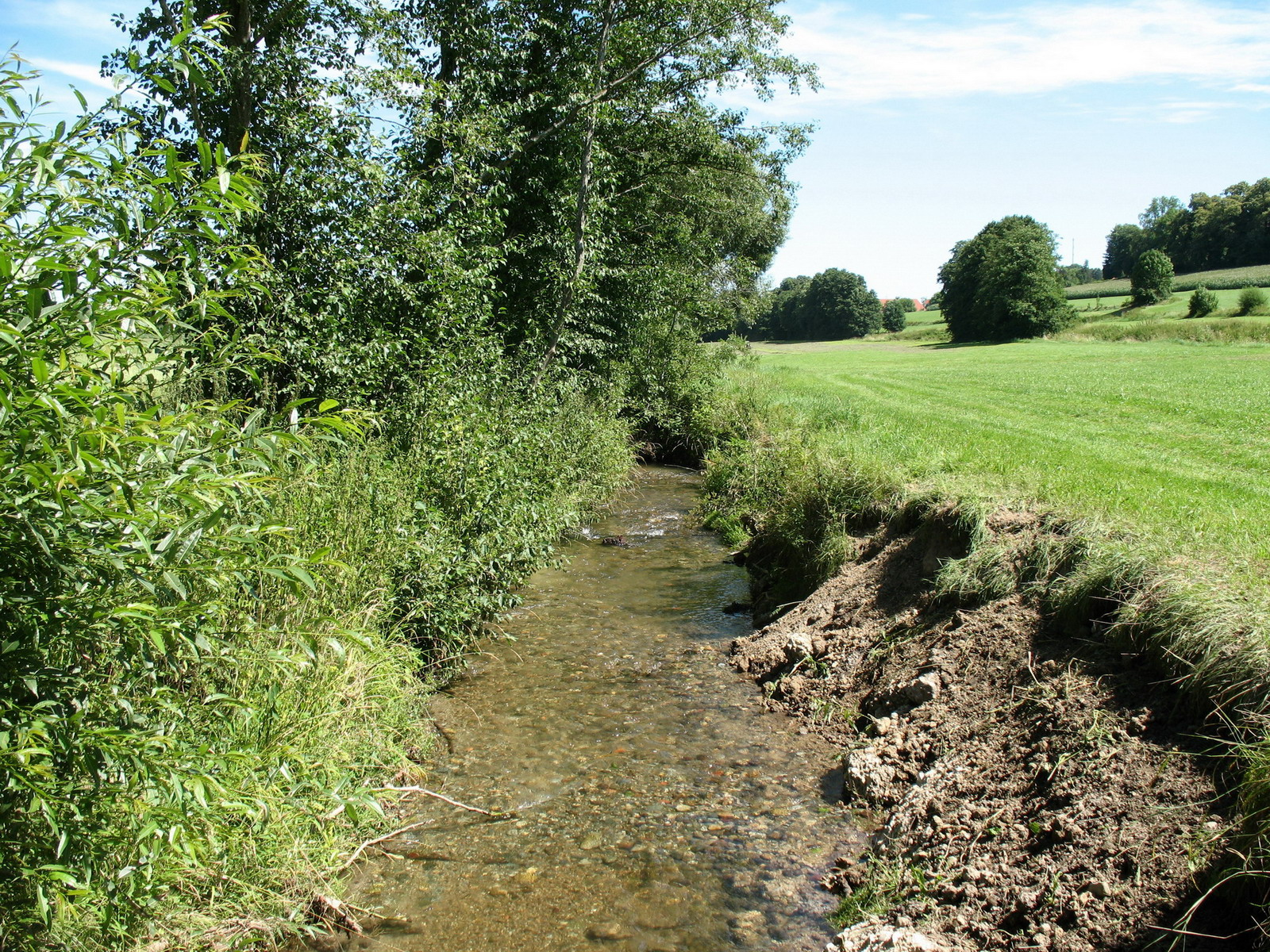
Bei Ochsenhausen
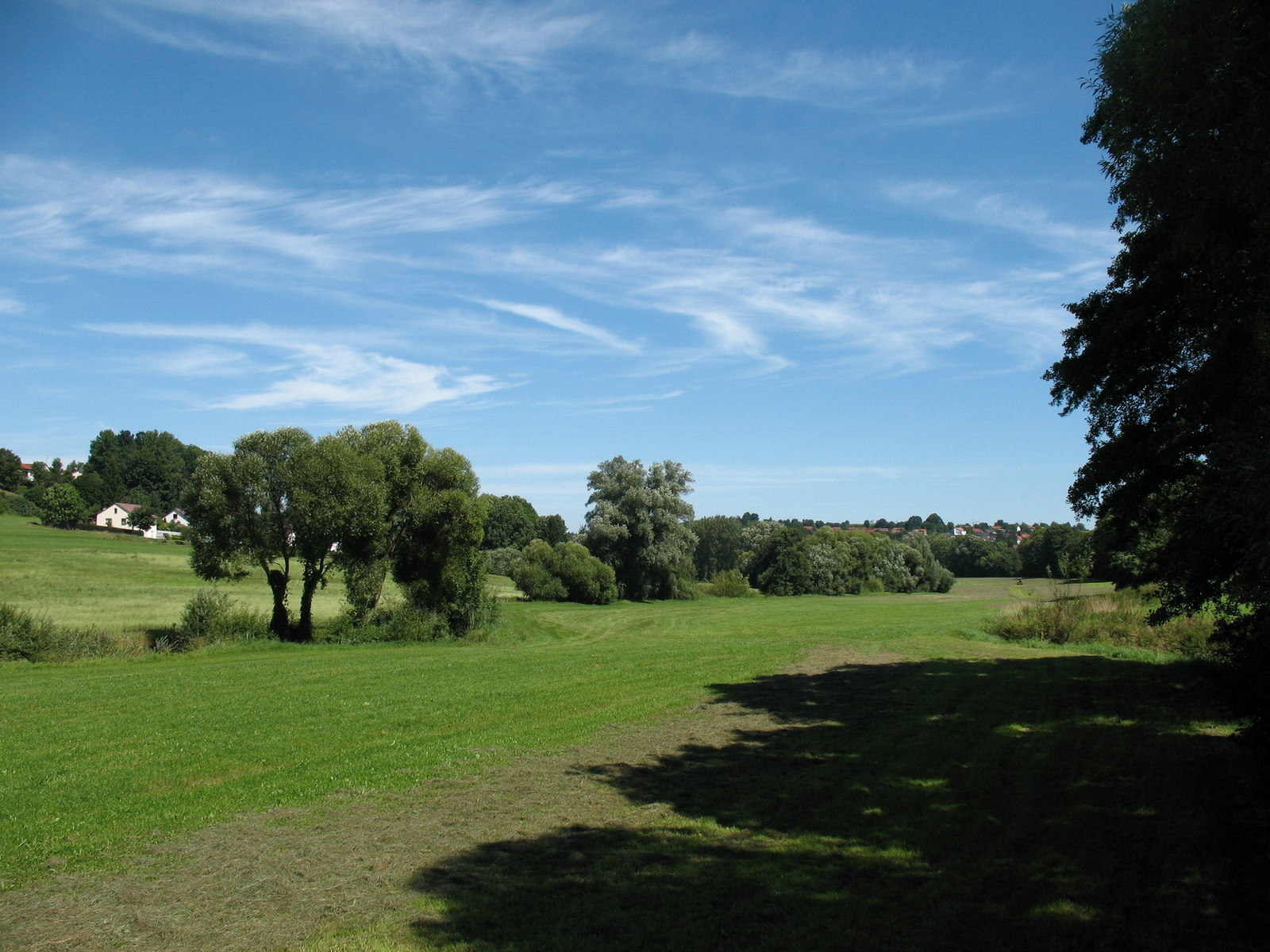
Bei Ochsenhausen